# Alexander Morten
Alexander Morten, né le 15 novembre 1831 à Londres (Angleterre) et mort le 24 février 1900 à Earls Court, Londres (Angleterre), est un footballeur anglais, qui évoluait au poste de gardien de but à Crystal Palace et en équipe d'Angleterre.
Morten n'a marqué aucun but lors de son unique sélection avec l'équipe d'Angleterre en 1873.

## Carrière de joueur
- 1863-1866 : No Name Club
- 1865-1874 : Wanderers FC
- 1866-1874 : Crystal Palace  [1]

## Palmarès

### En équipe nationale
- 1 sélection et 0 but avec l'équipe d'Angleterre en 1873.